# Погорєлов Олександр Георгійович
Олекса́ндр Гео́ргійович Погорє́лов (нар. 12 січня 1952, Валуйки, РРФСР — пом. 17 жовтня 2007, Одеса, УРСР) — радянський футболіст та український тренер, виступав на позиції нападника. Майстер спорту СРСР (1977).

## Біографія
Олександр Погорєлов народився у містечку Валуйки Бєлгородської області. Однак, зважаючи на те, що його батько був військовим, дитинство хлопчика пройшло у постійних переїздах — Саки, Барнаул, Ленінабад. Саме у останньому місті його родина й лишилася на постійній основі та саме там Олександр почав займатися спортом. Проте, перш ніж відкрити для себе футбол, Погорєлов спробував свої сили у баскетболі та легкій атлетиці. Після закінчення десятого класу юнак вступив до Душанбинського педагогічного інституту на філологічний факультет та почав виступати за студентську команду, що брала участь у першості Таджицької РСР. Саме там його й помітив тренер команди «Памір» (Душанбе) і запросив до дублюючого складу команди. Так у 1972 році Олександр потрапив до команди майстрів, жодного дня не відвідуючи футбольну школу чи секцію.
Вже через рік Погорєлов став гравцем основного складу, утворивши потужний атакувальний дует разом з Едгаром Гессом. У сезонах 1974 та 1975 років Олександр продемонстрував чудову результативність. Стало зрозумілим, що гравець переріс рівень першої ліги. Тож саме вчасною стала пропозиція Ахмеда Алескерова приєднатися до одеського «Чорноморця», який він очолив після роботи у «Памірі».
Погорєлов відзначився забитим м'ячем вже у першому ж матчі за одеську команду, вразивши ворота самарських «Крил Рад». Можливо, результативність молодого нападника було важко порівняти з тією, яку він демонстрував у першоліговому колективі, однак користі своїй команді він приносив немало, ставши одним з провідних гравців клубу.
У 1978 році Олександр був змушений зробити тимчасову перерву у виступах за «Чорноморець», приєднавшись до московського ЦСКА, керівництво якого на той час практикувало примусове залучення футболістів призовного віку до ігор за московський клуб за рахунок служби у армії. У Москві Погорєлов так і не зміг себе реалізувати повністю, хоча, за словами самого футболіста, гравці не надто прагнули викладатися на всі 100% у клубі, де вони грали тимчасово.
Після повернення до «Чорноморця» Олександр опинився фактично у новій команді — колишній старший тренер залишив клуб, а новий ще не прийшов. До того ж, у нападника виник конфлікт з керівництвом клубу, тож він попросив Микиту Симоняна, що якраз став новим керманичем команди, відпустити його.
Деякою мірою перехід до нікопольського «Колосу» став кроком назад, адже повертатися до першої ліги не надто хотілося. Проте цей крок, як виявилося пізніше, став доленосним у кар'єрі Олександра — у Нікополі він познайомився з Геннадієм Жиздиком та Володимиром Ємцем.
У 1981 році Погорєлова було переведено до «Дніпра», що переживав на той час не найкращі часи, а трохи згодом у Дніпропетровську опинився і вищезгаданий дует тренерів, який зміг за досить короткий час перетворити «Дніпро» на потужний та грізний колектив. Зрештою, це призвело до того, що у 1983 році дніпропетровці стали чемпіонами СРСР. Сам Олександр став одним з провідних гравців тієї команди, неодноразово виводячи партнерів на поле з капітанською пов'язкою.
Після золотого сезону «Дніпра» Олександр Погорєлов залишив дніпропетровську команду та повернувся до Нікополя, щоб дограти ще один сезон та завершити активні виступи, ставши старшим тренером «Колоса». Однак на цій посаді довго не протримався і перейшов до роботи з дітьми у ДЮСШ «Локомотив» (Одеса).
Починаючи з 1986 року був граючим тренером цілої низки аматорських клубів Одещини, серед яких можна виокремити «Первомаєць» (Першотравневе) та «Рибак» (Одеса), неодноразово ставав найкращим бомбардиром чемпіонату області. Певний час тренував любительські клуби «Чорноморець-3» та ІРИК (Одеса). У складі одеського клубу «Рішельє» неодноразово ставав чемпіоном України серед ветеранів, отримавши крім цього звання найкращого гравця турніру в 2002 та 2003 роках.
У другій половині 2000-х працював тренером у СДЮШОР «Чорноморець». Серед його вихованців можна назвати таких відомих в Одесі футболістів, Євген Паст, Олександр Якименко, Євген Піцик та інших.
17 жовтня 2007 року Олександра Погорєлова не стало. Панахида відбулася на Центральному стадіоні «Чорноморець».

## Досягнення
Командні досягнення
- Чемпіон СРСР (1983)

Особисті здобутки
- Майстер спорту СРСР (1977)

Син — Олександр 2002 р.н. — багаторазовий чемпіон України, чемпіон Европи 2012 р. з ушу.

## Цікаві факти
- Олександр Погорєлов увійшов до списку 50 найкращих українських бомбардирів у чемпіонатах СРСР під № 35[5].
- У переліку найкращих гравців «Дніпра» станом на 2009 рік футболіст посів восьме місце.